# Brzezianek
Brzezianek – śródleśne jezioro przepływowe położone na obszarze Borów Tucholskich (powiat starogardzki, województwo pomorskie) objęte ochroną rezerwatu przyrody Zdrójno.
Powierzchnia całkowita 12,8 ha, długość 0,47 km